# Монтезирико (Потенца)
Монтезирико (итал. Montesirico) је насеље у Италији у округу Потенца, региону Базиликата.
Према процени из 2011. у насељу је живело 78 становника. Насеље се налази на надморској висини од 614 м.